# Großer und Kleiner Benzer See
Großer und Kleiner Benzer See este o arie protejată (arie specială de conservare — SAC, sit de importanță comunitară — SCI) din Germania întinsă pe o suprafață de 48 ha, integral pe uscat.

## Localizare
Centrul sitului Großer und Kleiner Benzer See este situat la coordonatele 54°12′16″N 10°36′56″E / 54.2044°N 10.6156°E.

## Înființare
Situl Großer und Kleiner Benzer See a fost declarat sit de importanță comunitară în septembrie 2004 pentru a proteja 1 specie de animale. Situl a fost protejat și ca arie specială de conservare în ianuarie 2010.

## Biodiversitate
Situată în ecoregiunea continentală, aria protejată conține 3 habitate naturale: Ape puternic oligomezotrofe cu vegetație bentonică cu Chara spp., Lacuri eutrofice naturale cu vegetație de tip Magnopotamion sau Hydrocharition, Mlaștini calcaroase cu Cladium mariscus și specii de Caricion davallianae.
La baza desemnării sitului se află o specie protejată de  nevertebrate: Vertigo moulinsiana